# Emlembe
Emlembe är det högsta berget i Swaziland. Det är 1 852 meter högt och ligger på gränsen till Sydafrika.